# Nejla Işık
Nejla Işık est une militante écologiste turque impliquée dans la lutte contre la déforestation de la forêt d'Akbelen (en). Élue mukhtar d'İkizköy (en) - cheffe de village - en 2024, elle est reconnue internationalement pour son rôle dans la défense de l'environnement et nommée dans la liste des 100 femmes de la BBC, en 2024.

## Biographie
Nejla Işık est la mère de deux enfants d'une vingtaine d'années et appartient à une famille qui a participé activement à la résistance d'Akbelen : cette résistance débute en 2017, alors que la forêt était menacée par l'expansion de projets miniers,.
Elle se révèle être une militante écologiste et une dirigeante de la communauté d'İkizköy et s'implique dans la résistance contre la déforestation de la forêt d'Akbelen, qui avait été allouée par le ministère de l'Agriculture et des Forêts à des activités d'extraction de charbon pour alimenter les centrales électriques voisines, telles que Kemerköy (en) ou Yeniköy (en). 
En 2019, Nejla Işık, aux côtés d'autres activistes, entame une veille pour empêcher la déforestation. Leurs efforts comprennent des actions en justice et des manifestations. En 2023, le mouvement connait d'intenses affrontements avec les autorités et la société minière, y compris des amendes et d'autres mesures dissuasives,. À la suite de ces luttes, une décision de justice en 2024 annule les plans d'expropriation des terres pour la poursuite de l'exploitation minière,.
Le 31 mars 2024, elle est élue cheffe du village d'İkizköy, l'emportant sur son concurrent par 93 voix contre 71. Sa candidature est soutenue par le comité de l'environnement d'İkizköy qu'elle a précédemment présidé et motivée par son engagement à résister aux projets miniers qui menacent la région.
En décembre 2024, elle est désignée par la BBC comme l'une des « 100 femmes de 2024 », dans la catégorie des pionnières du climat. La liste a souligné sa lutte de cinq ans pour protéger la forêt d'Akbelen et sa résilience face à l'opposition des entreprises et des acteurs étatiques.